# Lycalopex
Lycalopex (tidigare Pseudalopex) är ett släkte i familjen hunddjur med sex arter. Medlemmarna förekommer bara i Sydamerika.
- Magellanräv (Lycalopex culpaeus)
- Darwinräv (Lycalopex fulvipes)
- Pampasräv eller argentinsk gråräv (Lycalopex griseus)
- Azararäv (Lycalopex gymnocercus)
- Lycalopex sechurae
- Lycalopex vetulus

## Utseende
Arterna blir 48 till 89 cm långa (huvud och bål), har en 18 till 49 cm lång svans och väger 3,6 till 13 kg. Störst är magellanräv och de två minsta arterna är darwinräv och Lycalopex sechurae. Medlemmarna har en ljus eller mörk gråaktig päls som kan ha gul, röd eller brun skugga. Liksom andra rävar har de ett långsträckt huvud, stora öron och en yvig svans med en svart spets.

## Ekologi
Dessa rävar lever främst på stäpper och savanner, i öknar och halvöknar samt i klippiga regioner med glest fördelade buskar eller träd. Azararäven kan även hittas i öppna skogar. Populationer som lever i Anderna når upp till 4500 meter över havet.
Lyan kan vara en naturlig hålighet under träd- eller buskrötter samt underjordiska bon som skapades av andra djur som bältor eller större gnagare. Släktets medlemmar är, beroende på art och population, natt- eller dagaktiv. De flesta arterna är allätare men vissa arter som Lycalopex vetulus äter främst insekter samt andra djur. Allmänt kan gnagare, småfåglar, ryggradslösa djur, ödlor, frukter och sockerrör ingå i födan. Magellanräv kan döda större byten som får och fältharar (saknades ursprungligen i Sydamerika).
Honor kan föda upp till åtta ungar per kull men fyra eller fem ungar är vanligare. De föds under våren eller tidiga sommaren (oktober till december på södra jordklotet). Hannar deltar i ungarnas uppfostran genom att skydda dem mot faror eller genom att överlämna mat när de började med fast föda.